# Droga wojewódzka 687
Die Droga wojewódzka 687 (DW 687) ist eine 25 Kilometer lange Droga wojewódzka (Woiwodschaftsstraße) in der polnischen Woiwodschaft Podlachien, die die Juszkowy Gród und Nowosady verbindet. Die Strecke liegt im Powiat Białostocki und Powiat Hajnowski.

## Streckenverlauf
Woiwodschaft Podlachien, Powiat Białostocki
-  Juszkowy Gród (DW 686)
- Bondary

Woiwodschaft Podlachien, Powiat Hajnowski
- Łuka
-  Tarnopol (DW 688)
- Lewkowo Nowe
- Planta
- Grodzisk
- Narewka
- Świnoroje
-  Nowosady (DW 685)